# 森部静武
森部 静武（もりべ しずたけ、1906年（明治39年）11月19日 - 1994年（平成6年）7月14日）は、日本のヴァイオリニスト。九州交響楽団専務理事。勲五等瑞宝章を1978年（昭和53年）に受賞。
父は陸軍少将の森部静夫。
鈴木章に師事していた。　

## 略歴
福岡中学校（現・福岡県立福岡高等学校）卒業後、早稲田高等学院商科に進むも1928年（昭和3年）に中退。1930年（昭和5年）、東邦電力に入社｡1935年（昭和10年）、九州鉄道（現･西日本鉄道）に入社。1961年（昭和36年）スポーツセンター常務に就任し､1967年（昭和42年）に退任｡
学生時代からヴァイオリンを始め､戦前はヴァイオリニストとしてNHKに出演｡戦後の1953年（昭和28年）九州交響楽団設立にあたり､懇意であった石丸寛と行動をともにする。NHKの後援を取り付けるなど､同楽団の結成に尽力｡
楽団設立後、石丸は活動拠点を東京に移したため、森部、森正、安永武一郎らと共に後の楽団を支えることとなる。
1968年（昭和43年）理事、1975年（昭和50年）常務理事を経て、1984年（昭和59年）専務理事に就任した｡

## エピソード
陸軍大将である明石元二郎は義兄弟にあたり、森部が若いころ、陸軍少尉である父が「小説なんか読んではいかん」と厳しかったが、明石は、「小説は読んでもいいよ。何でも勉強だから」と言われ、たいへん印象に残っていると語っている。

## 著書
- ｢音楽とともに｣ （1987年3月）